# 女神蛤蜊
女神蛤蜊（学名：Mactra aphrodina），是帘蛤目马珂蛤科马珂蛤属的一种。主要分布于中国大陆，常栖息在潮下带12－65米。